# Bettina Borrmann Wells

Bettina Borrmann Wells, abgebildet in einer Zeitschrift (New-York Tribune, Januar 1907)

Bettina Borrmann Wells (* 30. Mai 1879 in Nürnberg, Bayern; † nach 1917) war Teil der englischen Suffragettenbewegung und reiste als Organisatorin und Vortragende durch die Vereinigten Staaten.

## Frühes Leben und Ausbildung
Bettina Borrmann Wells war eine Tochter von E. G. Borrmann. Sie studierte an der Universität Genf und legte 1914, 1915 und 1916 an der Columbia University Bachelor- und Masterabschlüsse in den Fächern Wirtschaftswissenschaften und Psychologie ab. Der Titel ihrer 1915 abgeschlossenen Masterarbeit lautete The economic basis of the present feminist movement.

## Suffragettenbewegung

Aus: The World To-Day, März 1907

Borrmann Wells war Mitglied der Women’s Social and Political Union. Nach Behinderung eines Polizeibeamten im Zusammenhang mit einer Protestaktion verbüßte sie im November 1908 eine dreiwöchige Haftstrafe im Gefängnis Holloway. Sich selbst beschrieb Wells als Suffragette und ihre Lebensmaxime darin, für die Sache der Bewegung zu sterben. Ab 1910 distanzierte sich Wells immer mehr von der Seitenbewegung unter Emmeline Pankhurts. Sie wurde jedoch immer aktiver in der in Manchester ansässigen Women’s Freedom League und erhielt vermehrt mediale Aufmerksamkeit. Eine amerikanische Zeitschrift bezeichnete sie sogar als Leiterin der Propagandaabteilung der Women’s Federation League von England.

## Wirken in den Vereinigten Staaten von Amerika
Im Jahr 1908 organisierte sie unter anderem mit Maud Malone, Christine Ross Barker und Sophia Loebinger Versammlungen der Progressive Woman Suffrage Union. Die Veranstaltungen fanden unter freiem Himmel und an verschiedenen Orten wie dem Madison Square, der Wall Street in Harlem und in Brooklyn statt.  Damit stießen sie jedoch auf Widerstand in der Gesellschaft. Ohne Genehmigung führten Wells und Malone die Suffragettenbewegung in New York im Frühjahr 1908 an. Ein Aufeinandertreffen zwischen Wells und weiteren Suffragetten  mit Theodor Roosevelt im Oyster Bay wurde im selben Jahr durch den amerikanischen Geheimdienst verhindert.
Nach ihrem Aufenthalt in New York City reiste Wells  mit ihrem Mann durch weitere Teile der Vereinigten Staaten und Kanada. Dort traf sie sich in  verschiedenen Städten mit Suffragetten, um militärische Protestmethoden nach britischem Vorbild aufzubauen. In einer Broschüre über deren Aktivitäten meinte sie, Frauen würden nur dann das Wahlrecht erlangen, wenn sie es schafften, die Männer davon zu überzeugen, nicht aber, indem sie Tee servierten. Unter dem Titel „America and Woman Suffrage“ veröffentlichte Wells eine Broschüre, die sich mit den Suffragettenaktivitäten in Wyoming, Utah, Colorado und Idaho beschäftigt.
Wells notierte in Briefen sowohl in Großbritannien als auch in den Vereinigten Staaten, dass man sicher auch ohne die Stimmen von Frauen gute Entscheidungen treffen könnte, dass man so aber länger brauche, um Veränderungen zu bewirken. Sie verglich dies mit einem Fußmarsch nach Kalifornien, den man vermutlich gegen ein schnelleres Transportmittel eintauschen würde. Dabei verweist sie auf das Frauenwahlrecht, welches erst seit 1920 offiziell in der amerikanischen Verfassung verankert ist. Im Jahr 1917 beteiligte sie sich an Mahnwachen in Washington D.C. vor dem Weißen Haus rund um die dort stattfindenden Proteste als „Silent Sentinels“.

## Privates
Am 5. September 1900 heiratete Bettina Borrmann den englischen Geschäftsmann Herbert James Clement Wells. Sie war Mitglied im Lyceum Club of London und in der Society of Women Journalists of London.